# Cecilia Zorzi
Cecilia Zorzi es una deportista italiana que compite en vela en la modalidad de crucero. Ganó una medalla de oro en el Campeonato Europeo de Vela en Alta Mar Mixto de 2021.

## Palmarés internacional
| \| Campeonato Europeo \| Campeonato Europeo \| Campeonato Europeo \| Campeonato Europeo \| \| Año \| Lugar \| Medalla \| Clase \| \| ------------------ \| ------------------ \| ------------------ \| ------------------ \| \| 2021 \| Nápoles (Italia) \| Medalla de oro \| Doble mixto \| |                  |                |             |
| Campeonato Europeo |                  |                |             |
| Año | Lugar            | Medalla        | Clase       |
| 2021 | Nápoles (Italia) | Medalla de oro | Doble mixto |